# Canton de Saint-Pierre-d'Oléron
Pour les articles homonymes, voir Canton de Saint-Pierre (homonymie).
Le canton de Saint-Pierre-d'Oléron est une ancienne division administrative française située dans le département de la Charente-Maritime et la région Poitou-Charentes.
Pour les élections départementales de mars 2015, le nombre de cantons du département diminue, passant de 51 à 27. Les cantons de Saint-Pierre-d'Oléron et du Château-d'Oléron fusionnent et laissent la place au canton de l'Île d'Oléron, dont le bureau centralisateur (chef-lieu) est fixé à Saint-Pierre-d'Oléron.

## Géographie
Ce canton était organisé autour de Saint-Pierre-d'Oléron dans l'arrondissement de Rochefort. Son altitude variait de 0 m (Saint-Denis-d'Oléron) à 30 m (Saint-Georges-d'Oléron) pour une altitude moyenne de 6 m.

## Représentation

### Conseillers d'arrondissement (de 1833 à 1940)
Le canton de Saint-Pierre-d'Oléron avait deux conseillers d'arrondissement jusqu'en 1926, date de la disparition de l'arrondissement de Marennes.
| Période                                  | Période          | Identité                                       | Étiquette   | Qualité |
| ---------------------------------------- | ---------------- | ---------------------------------------------- | ----------- | --- |
| 1833                                     | 1839             | Théophile Allenet                              |             | Propriétaire à Saint-Pierre-d'Oléron                                                                        |
| 1833                                     | 1839             | Jean Renaud ainé dit Maurisset                 |             | Négociant, maire de Saint-Georges-d'Oléron                                                                  |
| 1839                                     | 1848             | Paul Isidore Disdier                           |             | Juge de paix à Saint-Pierre-d'Oléron                                                                        |
| 1839                                     | 1840 (décès)     | François V Normand de La Tranchade (1780-1840) |             | Ancien percepteur, propriétaire à Saint-Georges-d'Oléron                                                    |
| 1840                                     | 1845             | M. Aubin-Raoulx                                |             | Propriétaire à Saint-Georges-d'Oléron                                                                       |
| 1845                                     | 1848             | M. Bégeron de Saint-Mesme                      |             | Maire de Saint-Pierre-d'Oléron                                                                              |
|                                          |                  |                                                |             | |
| 1852                                     | 1884 (démission) | Nicolas Frédéric Chasseloup (1798-1886)        |             | Banquier, maire de Saint-Pierre-d'Oléron (1854-1886), Président du Tribunal de commerce                     |
| 1852                                     |                  | M. Bisseuil                                    |             | |
|                                          |                  |                                                |             | |
| 1886                                     |                  | Pierre Élie Alphonse Barreau                   | Républicain | Maire de Saint-Pierre-d'Oléron                                                                              |
| 1886                                     |                  | Antonin Salmon                                 | Républicain | Notaire à Saint-Georges-d'Oléron                                                                            |
|                                          |                  |                                                |             | |
| 1892                                     | 1901             | M. Pommier                                     | Républicain | |
| 1901                                     | 1908             | Octave Polony                                  | Républicain | Maire de Saint-Pierre-d'Oléron                                                                              |
|                                          | 1904             | Charles Luzet                                  | Républicain | Médecin, maire de Saint-Georges-d'Oléron                                                                    |
| 1901                                     |                  | M. Carrière                                    | Républicain | |
| 1907                                     |                  | M. Dubois                                      | Républicain | |
|                                          |                  |                                                |             | |
| 1919                                     | 1931             | Alfred-Ernest Maurisset                        |             | Maire de Saint-Denis-d'Oléron                                                                               |
| 1919                                     | 1931             | Marcel Jean                                    |             | Propriétaire à Saint-Pierre-d'Oléron                                                                        |
| 1931                                     | 1940             | Gustave Mémain                                 | RG          | Cultivateur, conseiller municipal de Saint-Pierre-d'Oléron                                                  |
| 1931                                     | 1937             | Octave Martin                                  | Radical     | |
| 1937                                     | 1940             | Marcel Gaillard                                | Radical     | Maire de Saint-Georges-d'Oléron                                                                             |
| 1940                                     |                  |                                                |             | Les conseils d'arrondissement ont été suspendus par la loi du 12 octobre 1940 et n'ont jamais été réactivés |
| Les données manquantes sont à compléter. |                  |                                                |             | |

### Conseillers généraux de 1833 à 2015
- De 1840 à 1848, les cantons du Château-d'Oléron et de Saint-Pierre-d'Oléron avaient le même conseiller général.

| Période | Période      | Identité                      | Étiquette      | Qualité |
| ------- | ------------ | ----------------------------- | -------------- | --- |
| 1833    | 1847 (décès) | Victor Disdier (1766-1847)    |                | Commissaire maritime retraité, propriétaire à Saint-Pierre-d'Oléron                                                                    |
| 1847    | 1852         | Paul Disdier                  |                | Juge de paix Maire de Saint-Pierre-d'Oléron (1832-1838)                                                                                |
| 1852    | 1861         | Frédéric Renaud               |                | Procureur impérial au Tribunal civil de Poitiers                                                                                       |
| 1861    | 1874         | Paul Normand                  |                | Propriétaire Maire de Saint-Pierre-d'Oléron (1877)                                                                                     |
| 1874    | 1886         | Aimé Bisseuil                 | Républicain    | Avoué, notaire, député (1881-1885) |
| 1886    | 1892         | Aimé Raoult                   | Républicain    | Propriétaire Maire de Saint-Georges-d'Oléron (1878-1894)                                                                               |
| 1892    | 1904         | Aimé Bisseuil                 | Républicain    | Avoué, Député (1881-1885), Sénateur (1891-1903)                                                                                        |
| 1904    | 1907 (décès) | Charles Luzet                 | Républicain    | Médecin Maire de Saint-Georges-d'Oléron (1897-1907), conseiller d'arrondissement                                                       |
| 1908    | 1919 (décès) | Octave Polony (1840-1919)     |                | Propriétaire Maire de Saint-Pierre-d'Oléron (1904-1912), conseiller d'arrondissement                                                   |
| 1919    | 1935 (décès) | Louis Delteil                 | Rad.           | Médecin Maire de Saint-Pierre-d'Oléron (1919-1935)                                                                                     |
| 1935    | 1940         | Gabriel Robin                 | Rad.           | Pharmacien Maire de Saint-Pierre-d'Oléron (1935-1941)                                                                                  |
|         |              |                               |                | |
| 1943    | 1945         | Auguste Rayssiguier           | ?              | Vétérinaire Maire de Saint-Pierre d'Oléron Nommé conseiller départemental en 1943                                                      |
|         |              |                               |                | |
| 1945    | 1949         | Albert Bithonneau (1897-1996) | SFIO puis Rad. | Ancien résistant, propriétaire à Saint-Denis-d'Oléron                                                                                  |
| 1949    | 1961 (décès) | Camille Mémain (1889-1961)    | RPF puis DVD   | Directeur de coopérative Maire de Saint-Pierre-d'Oléron (1947-1961)                                                                    |
| 1961    | 1971 (décès) | Raymond Grandsart             | UNR puis UDR   | Comptable Maire de Saint-Pierre-d'Oléron (1961-1971) Député (1968-1971) Suppléant de Jean de Lipkowski (1962-1968)                     |
| 1972    | 1985         | Henri Chailloleau             | Rad. puis PS   | Maire de Saint-Pierre-d'Oléron (1971-1977) Ancien résistant                                                                            |
| 1985    | 2015         | Jean-Paul Peyry               | UMP            | Pharmacien Maire de Saint-Pierre-d'Oléron (1995-2008) Vice-Président du Conseil Général Suppléant du député Didier Quentin (2012-2017) |

## Composition
Le canton de Saint-Pierre-d'Oléron regroupait quatre communes et comptait 11 506 habitants (recensement de 2006).
| Communes               | Population (2012) | Code postal | Code Insee |
| ---------------------- | ----------------- | ----------- | ---------- |
| Saint-Denis-d'Oléron   | 1 172             | 17650       | 17323      |
| Saint-Georges-d'Oléron | 3 415             | 17190       | 17337      |
| Saint-Pierre-d'Oléron  | 6 177             | 17310       | 17385      |
| La Brée-les-Bains      | 742               | 17840       | 17486      |

## Démographie
| 1962  | 1968  | 1975  | 1982  | 1990   | 1999   | 2006   | 2011   | 2012   |
| ----- | ----- | ----- | ----- | ------ | ------ | ------ | ------ | ------ |
| 7 868 | 8 348 | 8 846 | 9 299 | 10 260 | 11 212 | 11 506 | 12 273 | 12 171 |